# Preweli

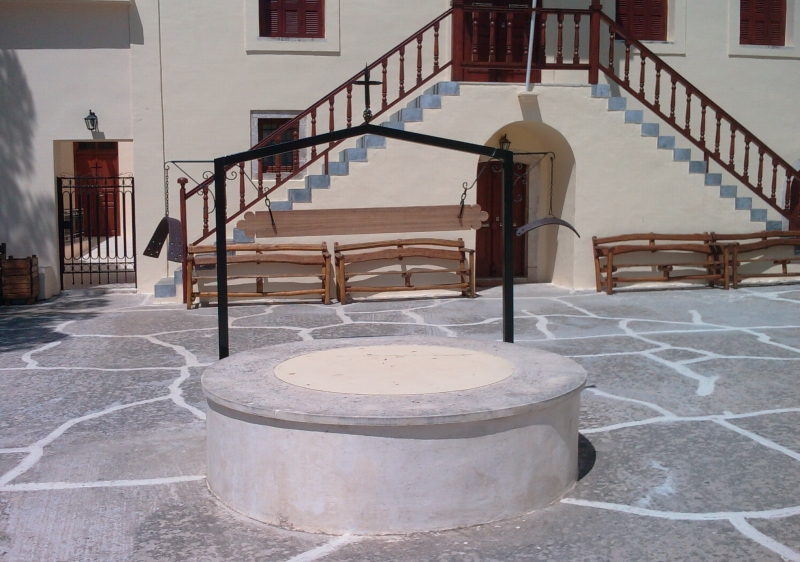
Studnia na dziedzińcu klasztoru Preweli

Preweli (gr. Πρέβελη), lokalizacja w południowej Krecie. Znajduje się tutaj klasztor Preweli i plaża Preweli.

## Klasztor Preweli
35°09′27,24″N 24°27′22,59″E/35,157567 24,456275
Klasztor został założony w średniowieczu przez możnowładce imieniem Prevelis. Klasztor został założony pod wezwaniem Św. Jana i składał się z dolnego klasztoru (Káto Préweli) (obecnie ruiny) i górnego klasztoru (Piso Préweli) (obecnie działającego i udostępnionego zwiedzającym). Klasztor stanowił ważny punkt oporu przeciwko okupacji Tureckiej w XVIII i XIX wieku oraz niemieckiej podczas II wojny światowej. Mnisi pomogli wielu Anglikom, Australijczykom i Nowozelandczykom uciec z wyspy za pomocą łodzi podwodnej do Egiptu.

### Zabytki i miejsca warte zobaczenia
- Dziedziniec ze studnią z inskrypcją z 15 czerwca 1701
- Kościół klasztorny pw. św. Jana z 1836. Złożony z dwu naw z apsydami i dzwonnicy. Wewnątrz zwraca uwagę ikonostas, ambona, bogato zdobiony krzyż z odpryskiem krzyża Chrystusa.
- muzeum, w którym wystawione są m.in. szaty i naczynia liturgiczne, korony biskupie. Najważniejszym aktem przechowywanym tutaj jest akt z 1798 roku zaświadczający, że klasztor podlegał bezpośrednio patriarchom z Konstantynopola.

## Plaża Preweli
35°09′10″N 24°28′25″E/35,152778 24,473611

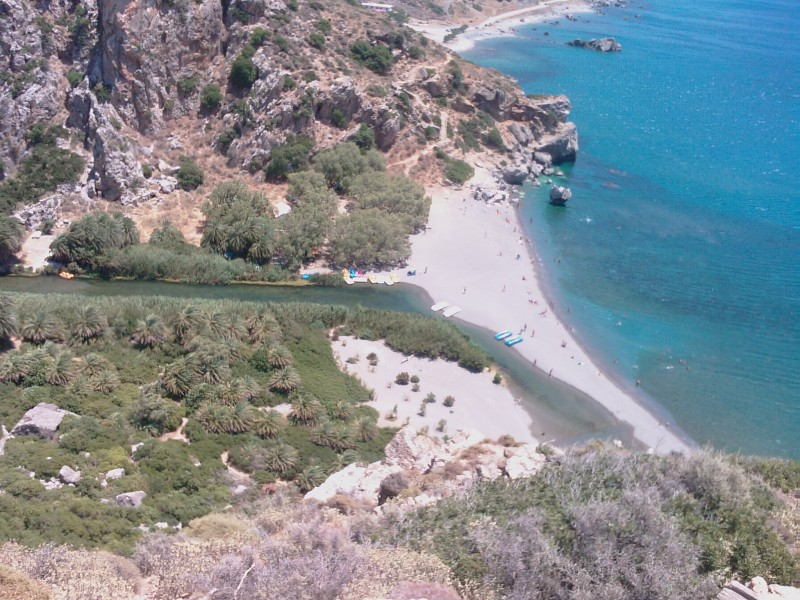
Plaża Preweli

Malownicza, piaszczysta plaża z ujściem rzeki Megalopotamos. Dojście do plaży (ok. 20 min) z parkingu położonego powyżej plaży i poniżej klasztoru Preweli. Niegdyś pośród rezerwatu naturalnego lasu palmowego, wypalonego pożarem 22 sierpnia 2010.